# Banjevac (Krupanj)
Pour les articles homonymes, voir Banjevac.
Banjevac (en serbe cyrillique : Бањевац) est un village de Serbie situé dans la municipalité de Krupanj, district de Mačva. Au recensement de 2011, il comptait 466 habitants.

## Démographie
| 1948 | 1953 | 1961 | 1971 | 1981 | 1991 | 2002 | 2011 |
| ---- | ---- | ---- | ---- | ---- | ---- | ---- | ---- |
| 669  | 648  | 606  | 605  | 519  | 525  | 500  | 466  |

|  |